# Habrocestum nahalit
Espèce
Habrocestum nahalit est une espèce d'araignées aranéomorphes de la famille des Salticidae.

## Distribution
Cette espèce se rencontre en Israël, au Liban, en Syrie et en Turquie.

## Description
Le mâle holotype mesure 4,20 mm et la femelle paratype 4,42 mm.

## Systématique et taxinomie
Cette espèce a été décrite par Szűts et Gavish-Regev en 2024.

## Publication originale
- Finkel, Ben-Asher, Shmula, Armiach Steinpress, Ganem, Hammouri, Garcia, Szűts & Gavish-Regev, 2024 : « Arachnid assemblage composition diverge between south- and north-facing slopes in a Levantine microgeographic site. » Diversity, vol. 16, no 540, p. 1-40 (texte intégral).